# Social- og Boligministeriet
Social- og Boligministeriet är ett ministerium i Danmark som ansvarar för social- och bostadspolitik. Det har funnits med det nuvarande namnet och omfattning sedan 29 augusti 2024 då det bildas som en konsekvens av en regeringsombildning i regeringen Mette Frederiksen II. Vid den ombildningen flyttades äldrefrågor ut till ett eget ministerium, Ældreministeriet.

## Historia

### 1900-talet
När ministerier bildades efter marsrevolutionen 1848 hamnade socialfrågor under Indenrigsministeriet.
Minister Thorvald Stauning ledde 1918-1920 dess kontor for arbetarfrågor och sociala frågor. Socialministeriet bildades officiellt 5 april 1920 med borgmästare Jens Jensen (S) som socialminister. Det varade bara en månad till 5 maj 1920. Då en ny regering bildades efter folketingsvalet i april 1920 och påskekrisen med Niels Neergaard (V) som statsminister. När regeringen avgick 23 april 1924 och blev avlöst av den första socialdemokratiska regeringen, återkom ministeriet med redaktören for Social-Demokraten Frederik Borgbjerg som socialminister. Regeringen Stauning I blev den 14 december 1926 avlöst av regeringen Madsen-Mygdal (V), som åter avskaffade ministeriet, och flyttade ansvaret för frågorna till Ministeriet for Sundhed og Forebyggelse. Efter valet 1929 återkom Stauning och så även departementet 30 april 1929. Det har funnits sedan dess, dock flera gånger sammanslaget med andra ministerier.
Arbejdsministeriet kom att avskiljas från Socialministeriet, men de var åter sammanslagna 1945-1947 och 1950-1953. De delade också byggnader fram till 1980-talet.

### 2000-talet
Ministeriet har under 2000-talet omorganiserats ett stort antal gånger. Velfærdsministeriet bildades 2007 då Socialministeriet slogs samman med delar av Indenrigs- og Sundhedsministeriet, Ministeriet for Familie- og Forbrugeranliggender och Økonomi- og Erhvervsministeriet. Ministeriet upprättades i samband med att regeringen Anders Fogh Rasmussen III tillträdde efter folketingsvalet 2007. Som Velfærdsministeriet var ministeriet det största ministeriet med totala utgifter på 242 miljarder DKK enligt Finansloven.[källa behövs] Då regeringen Lars Løkke Rasmussen I tillträdde 7 april 2009 bytte ministeriet namn till Indenrigs- og Socialministeriet. I samband med namnbytet flyttades flera områden som tidigare låg under ministeriet till Beskæftigelsesministeriet. Det gällde Afdelingen for ligestilling, Ydelseskontoret och Sikringsstyrelsen.
Indenrigs- og Socialministeriet fanns mindre än ett år då det i samband med en regeringsombildning 23 februari 2010 delades upp i ett Socialministeriet och Indenrigs- og Sundhedsministeriet. Då Socialministeriet 2011 tog över uppgifter från Ministeriet for Flygtninge, Indvandrere og Integration (som lades ner) bytte det namn till Social- og Integrationsministeriet. Detta ministerium tog även över mindre delar från Justitsministeriet. Ministeriet bytte 2013 namn til Social-, Børne- og Integrationsministeriet. I samband med detta tog det över ansvaret för daghem från det tidigare Børne- og Undervisningsministeriet (som bytte namn till Undervisningsministeriet) samt ansvaret för socialekonomiska företag från Erhvervs- og Vækstministeriet. Ett nytt namnskifte skedde 2014 då ministeriet bytte namn till Ministeriet for Børn, Ligestilling, Integration og Sociale forhold. Ministeriet tog då över avdelningen för jämställdhet från det tidigare Ministeriet for Ligestilling og Kirke. Den 28 juni 2015 bytte ministeriet åter namn, denna gång till Social- og Indenrigsministeriet. En del av ministeriets tidigare uppgifter togs över av Udlændinge-, Integrations- og Boligministeriet och Sundheds- og Ældreministeriet, medan ministeriet självt tog över uppgifter från Økonomi- og Indenrigsministeriet. Detta ministerium hade 2016 en budget på 202,9 miljarder DKK. och var det ekonomiskt största av alla ministerier i Danmark.
Den 21 januari 2021 överfördes inrikesområdet till det nybildade Indenrigs- og Boligministeriet och äldrefrågor till Sundheds- og Ældreministeriet, varefter ministeriets nya namn blev Social- og Ældreministeriet. Efter regeringsomvandlingen 2022 bytte ministeriet åter namn, denna gång till Social-, Bolig- og Ældreministeriet som fick två ministrar (annars har vanligen ett ministerium en minister): social- og bostadsminister Pernille Rosenkrantz-Theil och äldreminister Mette Kierkgaard. Ministeriet fick sitt nuvarande namn 29 augusti 2024 i samband med en regeringsombildning i Regeringen Mette Frederiksen II då ministeriet delades upp i Social- og Boligministeriet och Ældreministeriet.

## Underorganisationer
- Ankestyrelsen
- Familieretshuset
- Social- og Boligstyrelsen
- Rådet for Socialt Udsatte
- Frivilligrådet
- Børnerådet
- Psykolognævnet
- Rådet for Etniske Minoriteter

### Självägande institutioner
- Center for Frivilligt Socialt Arbejde
- Center for Ligebehandling af Handicappede
- Center for Selvmordsforskning
- Center for Små Handicapgrupper
- Dansk Videnscenter for Ordblindhed
- Dansk Videnscenter for Stammen
- Den Uvildige Konsulentordning på Handicapområdet
- Døvefilm Video
- Hjælpemiddelinstituttet
- Kofoeds Skole
- Livslinjen
- Møltrup Optagelseshjem
- Videnscenter for Bevægelseshandicap
- Videnscenter for Hjerneskade
- Videnscenter for Hørehandicap
- Videnscenter for Socialpsykiatri
- Videnscenter for Synshandicap
- Videnscenter om Epilepsi